# Kibblesworth
Kibblesworth är en by i Gateshead i Tyne and Wear i England. Byn ligger 8,4 km från Newcastle upon Tyne. Orten har 1 389 invånare (2015).